# Cantone di Valdoie
Il Cantone di Valdoie è una divisione amministrativa dell'arrondissement di Belfort.
A seguito della riforma complessiva dei cantoni del 2014 è passato da 3 a 8 comuni.

## Composizione
Prima della riforma del 2014 comprendeva i comuni di:
- Cravanche
- Essert
- Valdoie

Dal 2015 comprende i comuni di:
- Denney
- Éloie
- Évette-Salbert
- Offemont
- Roppe
- Sermamagny
- Valdoie
- Vétrigne